# System of a Down (álbum)
| Críticas profissionais        | Críticas profissionais |
| Avaliações da crítica         | Avaliações da crítica  |
| Fonte                         | Avaliação              |
| ----------------------------- | ---------------------- |
| AllMusic                      | [ 2 ]                  |
| Chronicles of Chaos           | 8/10                   |
| Drowned in Sound              | 10/10                  |
| Kerrang!                      | [ 5 ]                  |
| Pitchfork                     | 7.5/10                 |
| Q                             | [ 7 ]                  |
| The Rolling Stone Album Guide | [ 8 ]                  |

System of a Down é o álbum de estreia da banda de metal americana System of a Down. Foi realizada no dia 30 de Junho de 1998 pela American Recordings e Columbia Records. O álbum foi certificado como Ouro pela Recording Industry Association of America em fevereiro de 2000. Após o sucesso do álbum seguinte da banda, Toxicity (2001), o System of a Down foi certificado como platina e desde então ganhou dupla platina.

## Faixas
Todas as letras foram escritas por Serj Tankian, menos ''CUBErt'', escrita por Daron Malakian.
| N.º            | Título                                                    | Letras         | Duração |  |
| 1.             | "Suite-Pee"                                               |                | 2:31    |  |
| 2.             | "Know"                                                    |                | 2:56    |  |
| 3.             | "Sugar"                                                   |                | 2:33    |  |
| 4.             | "Suggestions"                                             |                | 2:44    |  |
| 5.             | "Spiders"                                                 |                | 3:35    |  |
| 6.             | "DDevil"                                                  |                | 1:43    |  |
| 7.             | "Soil"                                                    |                | 3:25    |  |
| 8.             | "War?"                                                    |                | 2:40    |  |
| 9.             | "Mind"                                                    |                | 6:16    |  |
| 10.            | "Peephole"                                                |                | 4:06    |  |
| 11.            | "CUBErt"                                                  | Daron Malakian | 1:50    |  |
| 12.            | "Darts"                                                   |                | 2:42    |  |
| 13.            | "P.L.U.C.K (Politically Lying, Unholy, Cowardly Killers)" |                | 3:33    |  |
| Duração total: | Duração total:                                            | Duração total: | 40:36   |  |

## Créditos e Pessoal
- Serj Tankian – vocais, teclados, samplers
- Daron Malakian – guitarras, backing vocals
- Shavo Odadjian – baixo
- John Dolmayan – bateria

Produção
- Produzido por Rick Rubin com System of a Down
- Mixagem por Dave Sardy
- Projetado por Sylvia Massy
- Engenheiro/engenheiro assistente: Greg Fidelman
- Gravações adicionais/toques finais: D. Sardy
- Engenheiros assistentes: Sam Storey, Nick Raskulinecz
- Engenheiros assistentes de mixagem: James Saez, Greg Gordon, Andy Haller
- Segundo engenheiro assistente de mixagem: Bryan Davis
- Piano extra por Rick Rubin
- Fotografia: Anthony Artiaga
- Arte da capa: John Heartfield
- Direção de arte: Frank Harkins & System of a Down
- Direção de A&R: Dino Paredes, Sam Wick
- Gravado em Sound City, Van Nuys, Califórnia
- Vocais e gravações adicionais na Akademie Mathemat ique of Philosophical Sound Research, Hollywood, California
- Mixado na Record Plant Studios, Hollywood, Califórnia e Hollywood Sound, Califórnia
- Masterizado por Vlado Meller na Sony Studios, Nova York